# امامزاده حسن بن امام موسی الکاظم
امامزاده حسن بن امام موسی الکاظم مربوط به سدهٔ ۷ و ۸ ه.ق است و در کاشان، خیابان محتشم، محله میر نشانه واقع شده و این اثر در تاریخ ۱۳ اردیبهشت ۱۳۵۳ با شمارهٔ ثبت ۹۷۱ به‌عنوان یکی از آثار ملی ایران به ثبت رسیده است.